# ديفيد هارون غرينبيرغ
ديفيد هارون غرينبيرغ (بالإنجليزية: David Greenberg)‏ هو شاعر أمريكي، ولد في 8 مارس 1971 في نيو هيفن في الولايات المتحدة.

## وصلات خارجية
- ديفيد هارون غرينبيرغ على موقع ميوزك برينز (الإنجليزية)